# 巨神兵现身东京
《巨神兵现身东京》（日语：巨神兵東京に現わる），是在東京都現代美術館于2012年7月10日开幕的展览会“馆长 庵野秀明 特摄博物馆从迷你模型看昭和平成的技术”（日语：館長 庵野秀明特撮博物館 ミニチュアで見る昭和平成の技）中公开的特摄短片电影。

## 概要
2012年7月10日开幕的展览会“馆长 庵野秀明特摄博物馆”的馆长庵野秀明负责企划本作品，并开始在馆内上映，片长9分3秒。本作是由《風之谷》中登场的巨神兵衍生出的作品。
2012年11月17日，经制片人铃木敏夫提议、庵野秀明首肯，《巨神兵现身东京 劇場版》与动画电影《福音战士新剧场版：Q》同时上映。剧场版在声音和画面上加入新的调整，片长为10分7秒。
本片後收錄於《福音战士新剧场版：Q》所發行的DVD與BD版中（但台灣發行授權版本未收錄）。

## 制作人员
- 制作：庵野秀明（館長）、鈴木敏夫
- 巨神兵：宮崎駿
- 監督：樋口真嗣（副館長）
- 美術監督：三池敏夫（日语：三池敏夫）
- 脚本：庵野秀明
- 分镜：樋口真嗣
- 巨神兵设计：前田真宏
- 巨神兵造型：竹谷隆之（日语：竹谷隆之）
- 巨神兵操演：村本明久（日语：村本明久）
- 音樂：岩崎太整
- 语言：舞城王太郎
- 制作：特攝研究所（日语：特撮研究所）、khara、吉卜力工作室

## 角色
- 声：林原惠

## 脚注
1. ↑  . ORICON STYLE. 2012-05-10  [2012-11-10]. （原始内容存档于2013-03-26） （日语）.
2. ↑   . 朝日新闻中文网. 2012-07-10  [2012-11-10]. （原始内容存档于2014-08-01） （中文（中国大陆））.
3. ↑  本作的企划庵野秀明，在动画版《风之谷的娜乌西卡》中曾负责绘制巨神兵登场画面以及发射光束炮的画面。
4. ↑  . シネマトゥデイ. 2012-11-09  [2012-11-10]. （原始内容存档于2016-04-27） （日语）.
5. ↑   . khara. 2012-11-09  [2012-11-10]. （原始内容存档于2013-01-30） （日语）.
6. ↑  . 福音战士新剧场版：Q官方网站. 2012-11-09  [2012-11-10]. （原始内容存档于2020-08-11） （日语）.